# Champeaux (Ille-et-Vilaine)
Champeaux (bret. Kampal) – miejscowość i gmina we Francji, w regionie Bretania, w departamencie Ille-et-Vilaine.
Według danych na rok 1990 gminę zamieszkiwało 390 osób, a gęstość zaludnienia wynosiła 40 osób/km² (wśród 1269 gmin Bretanii Champeaux plasuje się na 893. miejscu pod względem liczby ludności, natomiast pod względem powierzchni na miejscu 845.).